# Brightest Blue
Brightest Blue es el cuarto álbum de estudio de la cantante británica Ellie Goulding, que se lanzó el 17 de julio de 2020 a través de la disquera Polydor Records.

## Antecedentes
En enero de 2017, anunció que el trabajo sobre nueva música había comenzado. En abril del mismo año, el productor BloodPop reveló en las redes sociales que estaba en el estudio con Goulding. Ese mismo mes, Goulding lanzó una colaboración con Kygo titulada «First Time». El 24 de octubre de 2018, lanzó «Close to Me» con Diplo y Swae Lee.
En julio de 2019, Goulding declaró que su próximo material que se lanzaría sería las canciones «Woman I Am» y «Start». En noviembre, lanzó su versión de la canción de Navidad de Joni Mitchell «River», que encabezó la lista de sencillos del Reino Unido, convirtiéndose en su tercer sencillo número uno del Reino Unido y la última canción número uno del Reino Unido de la década de 2010. En una entrevista de radio con Heart el mismo mes, ella reveló que el álbum "viene en dos partes", y agregó que toca la guitarra, el bajo y el piano en el proyecto. Durante una aparición en The Late Late Show with James Corden, Goulding describió que el álbum tenía dos lados, revelando que el primer lado presentará canciones escritas completamente por ella, mientras que el segundo se describe como "como un alter ego" y contiene la mayoría de los sencillos lanzados de 2018 a 2020.

## Recepción crítica
Brightest Blue  recibió críticas generalmente favorables de críticos de música. En Metacritic, página web donde se le asigna una calificación normalizada de 100 a las revisiones de publicaciones convencionales, el álbum fue aclamado universalmente con un promedio de 67, basado en 11 críticas. AnyDecentMusic? le dio al álbum un 6.6 de 10.
Al revisar el álbum Neil Z. Yeung de AllMusic, lo llamó «un poderoso reclamo de sí misma que recupera la simplicidad de su álbum debut y la vulnerabilidad de Halcyon Days».

## Promoción y lanzamiento
El 27 de mayo de 2020, se revelaron las ilustraciones del álbum, la fecha de lanzamiento y la lista de canciones. El pedido anticipado del álbum se realizó junto con el anuncio. El primer lado, Brightest Blue, presenta 13 pistas en total, mientras que el segundo EG.0, presenta los temas «Close to Me», «Hate Me» y «Worry About Me», lanzados anteriormente , así como dos nuevas pistas.

### Sencillos
El 13 de marzo de 2020, Goulding lanzó el nuevo sencillo «Worry About Me», creado en colaboración con Blackbear. El video musical fue dirigido por Emil Nava y se estrenó en el canal de YouTube de Goulding unas horas después del lanzamiento del sencillo. El 21 de mayo, «Power» fue lanzado como el segundo sencillo del álbum, acompañado de su vídeo musical dirigido por Imogen Snell y Riccardo Castano.  

## Lista de canciones
| Brightest Blue |                                    |                                                                                                |                               |          |  |
| N.º            | Título                             | Escritor(es)                                                                                   | Productor(s)                  | Duración |  |
| 1.             | «Start» (featuring serpentconfeet) | Elena Goulding, Joseph Kearns, Maxwell Cooke y Jonathan Josiah Wise                            | Kearns, Cooke y Forest Swords | 5:07     |  |
| 2.             | «Power»                            | Goulding, Jamie Scott, Jonathan Coffer, David Paich, Lucy Taylor, Nicholas Gale y Jack Tarrant | Scott y Coffer                | 3:11     |  |
| 3.             | «How Deep is Too Deep»             | Goulding, Kearns y Finlay Dow-Smith                                                            | Kearns y Starsmith            | 3:25     |  |
| 4.             | «Cyan»                             | Goulding, Kearns, Jim Eliot y Dow-Smith                                                        | Kearns, Eliot y Starsmith     | 0:57     |  |
| 5.             | «Love I'm Given»                   | Goulding, Kearns y Eliot                                                                       | Kearns, Eliot y Mike Wise     | 3:29     |  |
| 6.             | «New Heights»                      | Goulding, Patrick Wimberly, Kearns y Cooke                                                     | Kearns y Wimberly             | 4:12     |  |
| 7.             | «Ode to Myself»                    | Goulding y Kearns                                                                              | Kearns                        | 1:51     |  |
| 8.             | «Woman»                            | Goulding, Eli Teplin, Tobias Jesso Jr. y Christopher Stacey                                    | Kearns, Starsmith y Teplin    | 3:47     |  |
| 9.             | «Tides»                            | Goulding, Kearns y Dow-Smith                                                                   | Starsmith                     | 3:51     |  |
| 10.            | «Wine Drunk»                       | Goulding y Kearns                                                                              | Kearns                        | 0:48     |  |
| 11.            | «Bleach»                           | Goulding y Kearns                                                                              | Kearns y Wimberly             | 3:17     |  |
| 12.            | «Flux»                             | Goulding, Kearns y Eliot                                                                       | Kearns y Cooke                | 3:50     |  |
| 13.            | «Brightest Blue»                   | Goulding, Kearns y Eliot                                                                       | Kearns y Eliot                | 4:49     |  |
| 42:34          |                                    |                                                                                                |                               |          |  |

| EG.0  |                                              | |                                                           |          |  |
| N.º   | Título                                       | Escritor(es) | Productor(s)                                              | Duración |  |
| 1.    | «Overture»                                   | James Wyatt | Wyatt y Kearns                                            | 1:17     |  |
| 2.    | «Worry About Me» (featuring Blackbear)       | Goulding, Savan Kotecha, Ilya Salmanzadeh, Peter Svensson y Matthew Musto                                              | Ilya                                                      | 2:59     |  |
| 3.    | «Slow Grenade» (featuring Lauv)              | Goulding, Kearns, Ari Leff, Brett McLaughlin y Oscar Gorres                                                            | Kearns y OzGo                                             | 3:37     |  |
| 4.    | «Close to Me» (con Diplo featuring Swae Lee) | Goulding, Thomas Wesley Pentz, Kotecha, Salmanzadeh, Svensson y Khalif Brown                                           | Diplo, Ilya, Wll Grands y Alvaro                          | 3:02     |  |
| 5.    | «Hate Me» (con Juice Wrld)                   | Goulding, Brittany Hazzard, Andrew Wotman, Stefan Johnson, Jordan Johnson, Marcus Lomax, Jason Evigan y Jarrad Higgins | Watt, The Monsters and the Strangerz, Evigan y Gian Stone | 3:06     |  |
| 14:01 |                                              | |                                                           |          |  |

## Posicionamiento en listas
| Listas (2020)                   | Mejor posición |
| ------------------------------- | -------------- |
| Alemania (Media Control Charts) | 12             |
| Australia (ARIA)                | 25             |
| Bélgica (Ultratop) Flanders     | 17             |
| Bélgica (Ultratop) Wallonia     | 37             |
| Canadá Albums (Billboard)       | 38             |
| Escocia (OCC)                   | 2              |
| Estados Unidos (Billboard 200)  | 29             |
| Francia (SNEP)                  | 101            |
| Irlanda (IRMA)                  | 9              |
| Italia (FIMI)                   | 86             |
| Noruega (VG-lista)              | 30             |
| Nueva Zelanda (RMNZ)            | 19             |
| Países Bajos (Álbum Top 100)    | 94             |
| Reino Unido (OCC)               | 1              |
| República Checa (ČNS IFPI)      | 58             |

## Historial de lanzamiento
| País   | Fecha               | Formato                                           | Discográfica | Ref                  |
| ------ | ------------------- | ------------------------------------------------- | ------------ | -------------------- |
| Varios | 17 de julio de 2020 | Box set y CD, casete, descarga digital, streaming | Polydor      | [ 40 ] [ 41 ] [ 42 ] |